# Антон Страшиміров
Антон Страшиміров (болг. Антон Тодоров Страшимиров; нар. 15 червня 1872 Варна, Османська імперія — пом. 7 грудня 1937 Відень) — болгарський письменник-демократ, драматург, публіцист, журналіст.

## Біографія

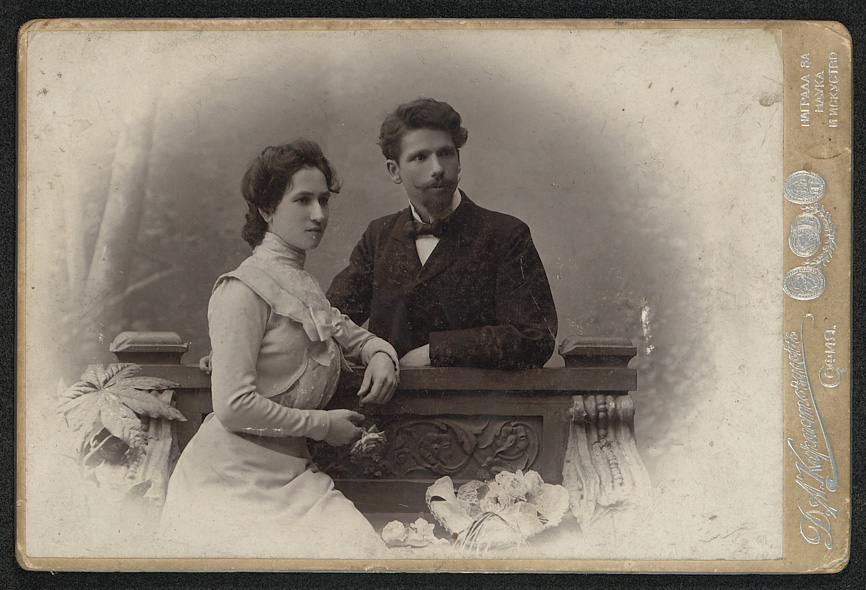
Страшиміров з дружоною

Син майстра-муляра. Брат Дімітра Страшимірова (1868-1939), історика і письменника. Рано осиротів, довгі роки вів мандрівне життя. Був робочим, службовцем. Закінчив сільськогосподарську школу, працював сільським учителем. Пізніше слухав лекції на історико-філологічному факультеті університету в Берні. Займався активною просвітницькою діяльністю.
Захопився народництвом. Редагував вісник болг. «Глас от Изток» в Бургасі. Брав участь в македонському народно-визвольному русі в якості четника у Яне Санданського.
Обирався депутатом Народних зборів Болгарії в 1911 і 1929 роках. З 1901 видавав журнал «Наше життя». Співпрацював з соціал-демократичними виданнями, пропагував соціалістичні ідеї.
Після молодотурецької революції в Салоніках видавав разом з Ґеорґі Петровим журнал «Культурна єдність».
Рядовим брав участь у Першій Балканській війні. У роки Першої світової війни — військовий кореспондент і співробітник газети «Військовий вісник» та журналу «Вітчизна». Після війни — редактор суспільно-культурного журналу «Наші дні» (1921). Творець і редактор в 1922-1923 роках «Болгарської загальнодоступної бібліотеки».

## Творчість
Літературний дебют Страшимірова відбувся в 1890 році.
Автор понад 30 томів і збірок оповідань, нарисів, повістей, романів, драматургічних творів і статей з питань літератури і громадськості.
З найхудожніших творів можна відзначити:
- романи «Смутний час» (1899), «Єсені дні» (1902), «Среща» (1904), «Бена» (1921, 2 вид., 1927), «Без пѫть» (1919), «Хоро» (1926), «Роби» (1930);
- повісті й оповідання — «Смех и сълзи» (збірник, 1897), «Кръстопът» (1903), «Преход» (1926);
- драми — «Сватба в Болярово» (1900), «Вампир» (1902), «Отвѫд» (1906), «Към слънцето» (1917), «Ревека», «Към слънцето», «Свети Иван Рилски», «Над безкръстни гробове»;
- комедії — «Мрак» (1901), «Свекърва» (1906).

## Пам'ять
На честь письменника названо село у Варненській області Болгарії — Страшимірово.